# ليف كرانتز
ليف كرانتز (بالسويدية: Leif Krantz)‏ هو كاتب سيناريو ومخرج ومخرج سويدي، ولد في 15 أبريل 1932 في غوتنبرغ في السويد، وتوفي في 28 ديسمبر 2012.

## وصلات خارجية
- ليف كرانتز على موقع IMDb (الإنجليزية)
- ليف كرانتز على موقع ألو سيني (الفرنسية)
- ليف كرانتز على موقع أول موفي (الإنجليزية)
- ليف كرانتز على موقع قاعدة بيانات الأفلام السويدية (السويدية)
- ليف كرانتز على موقع قاعدة بيانات الفيلم (الإنجليزية)
- ليف كرانتز على موقع كينوبويسك (الروسية)